# World Games 2022/Tauziehen
Bei den World Games 2022 in Birmingham, Alabama, fanden vom 14. bis 16. Juli insgesamt drei Wettbewerbe im Tauziehen statt, davon je einer bei den Männer und bei den Frauen sowie einer im Mixed. Austragungsort war die University of Alabama at Birmingham.

## Bilanz

### Medaillenspiegel
| Platz  | Land              | Gold | Silber | Bronze | Gesamt |
| ------ | ----------------- | ---- | ------ | ------ | ------ |
| 1      | Großbritannien    | 1    | 1      | —      | 2      |
| 2      | Schweiz           | 1    | —      | 1      | 2      |
| 3      | Chinesisch Taipeh | 1    | —      | —      | 1      |
| 4      | Deutschland       | —    | 1      | —      | 1      |
| 4      | Schweden          | —    | 1      | —      | 1      |
| 6      | Belgien           | —    | —      | 1      | 1      |
| 6      | Niederlande       | —    | —      | 1      | 1      |
| Gesamt | Gesamt            | 3    | 3      | 3      | 9      |

### Medaillengewinner
| Disziplin     | Gold | Silber | Bronze |
| ------------- | --- | --- | --- |
| Männer 640 kg | SchweizMartin Arnold Thomas Arnold Walter Bernhard Robin Burch Ueli Christen Samuel Grani Ruedi Odermatt Fabian Rolli Emanuel Zumbuhl Johannes Zumbuhl | GroßbritannienMarshall Drew Daniel Kenny Will Lee Ian Murphy Tony Peck Andy Rebori Ian Robinson Leeboy Robinson Peter Sellars Aidan Wheeler             | BelgienWim Broeckx Jan Hendrickx Joeri Janssens Luc Mertens Raf Mertens Wouter Raeymaekers Johny Schuermans Wim de Schutter Ief Smets Dries Vermeiren Joris Vermeiren                  |
| Frauen 540 kg | Chinesisch TaipehGu Tsai-rong Huang Yu-an Lai Ting-yu Li Ju-chun Lin Meng-zhu Shih Chih-hsin Tien Chia-hsin Tien Chia-jung Tung Han                    | SchwedenJustin Andersson Knif Eriksson Knif Frida Hed Karin Jacobson Ellen Lilja Stor Lindquist Olsson Magdalena Persson Sofia Persson Hanna Westerling | SchweizStephanie Arnet Elena Beier Petra Kaslin Michaela Koch Stefanie Ott Jasmin Villiger Melanie Villiger Sarah Villiger Brigitte Ziegler Erika Zumbuhl                              |
| Mixed 580 kg  | GroßbritannienTara Adams Lucie Gray Richard Keightley Daniel Kenny Will Lee Ian Robinson Leeboy Robinson Emma Stone Aidan Wheeler Charlotte Wiliams    | DeutschlandFabien Elias Julia Frieß Lukas Maier Lorenz Mühl Ramona Mühl Nicole Pflüger Florian Resch Rainer Vogel Thomas Wegmann                        | NiederlandeRobert Bentsink Ruud Geerdes Gerben Jansen Jan Klumpers Jolanda Klumpers-Floors Annieta Nieuwland Nanda Oude Egberink Arjan Oude Nijhuis Aloysius Ribberink Trude Zonneveld |